# وزارة التجارة (إيران)
وزارة التجارة الإيرانية هي الجهاز الحكومي الرئيس المسؤول عن تنظيم وتنفيذ السياسات المطبقة على التجارة الداخلية والخارجية. ويشمل ذلك:
- تنفيذ الاستراتيجيات واللوائح التجارية،
- تعزيز الصادرات،
- برامج التنمية،
- لوائح الاستيراد والتصدير،
- تسعير السلع المحلية،
- المعارض والمؤتمرات التجارية المحلية والدولية.

وكانت وزارة التجارة مسؤولة أيضًا عن إدارة عملية الانضمام إلى منظمة التجارة العالمية.

## منظمة ترويج التجارة
تتبع منظمة ترويج التجارة وزارة التجارة، وهي مسؤولة عن تعزيز الصادرات غير النفطية في إيران. وترتبط بعلاقات وثيقة مع معهد المعايير والبحوث الصناعية في إيران. وستزيد إيران عدد الملحقين التجاريين في الخارج من 11 إلى 30 ملحقًا في عام 2014 م.

## صندوق ضمان الصادرات الإيراني
أُنشئ صندوق ضمان الصادرات الإيرانية التابع لوزارة التجارة بهدف توسيع وتعزيز الصادرات وحماية المصدرين ضد المخاطر غير التجارية التي لا تغطيها شركات التأمين عادة وضمان الاعتمادات المستخدمة في تصدير هذه السلع والخدمات.

## منظمة حماية المستهلكين والمنتجين
هيئة حماية المستهلك والمنتج (OPCP) تابعة لوزارة التجارة. وتتمثل مهامها الرئيسة فيما يلي:
- حماية وتشجيع الإنتاج المحلي؛
- حماية المستهلكين من التقلبات غير العادية في الأسعار؛
- مراقبة وتعديل والتحكم في أسعار المنتجات والخدمات؛

## شركة التجارة الحكومية (GTC)
تتبع الهيئة العامة للتجارة وزارة التجارة. والهدف الرئيس من إنشائها هو ضمان الأمن الغذائي في البلاد من خلال توفير السلع الأساسية، مثل القمح والأرز والسكر الخام والزيت الخام والحليب المجفف والأسمدة، التي يحتاجها الجمهور، بما في ذلك المواد الغذائية الأساسية من مصادر محلية وأجنبية. وتُوزع هذه السلع على المستهلكين بأسعار مدعومة. وينظم قانون "المشتريات الحكومية المتعلقة بتوريد المنتجات الأساسية والمواد الغذائية الأساسية للجمهور من مصادر أجنبية"، أنشطة الهيئة في هذا المجال.

## طالع أيضًا
- اقتصاد إيران
- وفد الحكومة الإيرانية
- حكومة إيران
- عملية الانضمام إلى منظمة التجارة العالمية

## روابط خارجية
- الموقع الرسمي
- بوابة كود إيران (التجارة الإلكترونية وجمع الضرائب؛ تابعة لوزارة التجارة)